# Будівництво № 1 НКШС
Тунель під Дніпром (офіційна назва — Будівництво № 1 НКШС; інші назви: Підруслова залізниця в районі Києва, Сталінське метро, Об'єкт № 1) — два недобудовані залізничні тунелі в Києві:
Північний (Оболонь — Вигурівщина) і Південний (Жуків острів — Осокорки). Разом із допоміжними інженерними та іншими спорудами мали стати основою для комплексу підземних залізничних переходів, призначеного передусім для забезпечення безпечної та прихованої переправи військ і вантажів під річищем Дніпра.

## Задум проєкту і початок робіт
Будівництво розпочато 1938 року, на завершальному етапі спорудження КІУР. За проєктом передбачалося продублювати підрусловими переправами два залізничні мости в районі Києва — Петрівський (Подільський) і Дарницький. Передбачалося, що потяги під Дніпром ходитимуть у двох напрямках, а за необхідності між рейками можна було укласти настил в такий спосіб, щоби тунелями могли рухатися автомобілі або танки..

## Хід будівництва

Кесон із прохідницьким щитом, фото 1943

Здати об'єкт планувалося 1944 року, будівельно-монтажні роботи тривали до серпня-вересня 1941 року і були перервані німецькими бомбардуваннями та загрозою захоплення Києва гітлерівськими військами.
Було закладено два тунельні переходи під річищем Дніпра: Північний (Оболонь — Вигурівщина) і Південний (Жуків острів — Осокорки). Траси було поділено на «титули» (дільниці) під номерами, весь комплекс робіт здійснювався за умов суворої таємності. На роботах було задіяно інженерно-будівельні частини РСЧА, колектив тресту «Гідрошляхбуд» та ін. організації. Усі вільнонаймані працівники перед прийняттям на роботу проходили ретельну перевірку з боку НКВС і мали надати рекомендацію від щонайменше двох членів партії. Загальна кількість задіяних на будівництві досягала 12 тисяч (за іншими даними — до 20 тисяч) осіб. Серед інженерів, які розробляли проєкт, був І. Ю. Баренбойм (начальник дільниці на Жуковому острові).
Проєктна глибина залягання тунелів під Дніпром — 28-32 м. Глибинні роботи велися в умовах стисненого повітря, яке подавалося через систему спеціальних трубопроводів. Перед потраплянням на дільницю й після закінчення зміни робітники мали перебувати в декомпресійній камері (шлюз-барокамері) близько 1,5 години для уникнення кесонної хвороби. Тривалість зміни при тиску в 1 атмосферу становила 6 годин (за іншими даними — 3 години), при 3 атмосферах — 40 хвилин.
Біля основних споруджуваних об'єктів було створено значну інфраструктуру: бетонні заводи, допоміжні залізниці, компресорні та електростанції, житлові бараки, їдальні, різні адміністративні та побутові приміщення. До 2008 року зберігалися залишки душового комбінату для працівників «Будівництва № 1» у селищі Віта-Литовська (на Лютневій вул.; споруджено наприкінці 1930-х рр., після війни до кінця 60-х використовувався як гуртожиток). Такий же будинок душкомбінату зберігся на Оболоні, поряд з кесоном.

## Окремі дільниці

### Південний перехід

Вхід у тунель на Жуковому острові

Розпочали споруджувати першим. Планована довжина тунелю — 6,5 км, діаметр — понад 8 м. Тунель збирали з окремих залізобетонних тюбінгів. За проєктом, стратегічна залізниця від станції Жуляни до села Пирогів мала проходити відкрито поверхнею землі, далі колія мала йти під землю й переходити в підрусловий тунель. На лівому березі вихід на поверхню планувався біля села Бортничі, далі в наземному варіанті — до Дарницького вокзалу.
До наших днів збереглися три фрагменти Південного переходу:
- водопропускний тунель завдовжки 40 м на пагорбах біля села Пирогів, від якого в південно-західному напрямку збереглися сліди прокладки полотна,
- на Осокорках, завдовжки близько 90 м
- «титул № 6» на Жуковому острові та острові Водників: відкрита ділянка тунелю завдовжки близько 700 м, та дві підруслові ділянки довжиною понад 200 м.

### Північний перехід
На Оболоні в урочищі Наталка (навпроти перехрестя проспекту Володимира Івасюка і вулиці Олександра Архипенка) на поверхні зберігся кесон заввишки 17 м, завдовжки 52 м — конструктивний елемент майбутнього північного тунелю, в який мали встановити прохідницькі щити, занурити його під землю на проєктну глибину, після чого почати від нього будувати тунель у два боки — під Дніпром у напрямку Вигурівщиини, а також у протилежній бік.
Під час планування парку «Наталка» в 1990-х рр. передбачалося включення споруди до його складу як туристичного об'єкта (згодом — як ресторану, із частковою добудовою). Однак ці плани не було реалізовано.
Об'єкт було використано під час зйомок рекламного ролика пива «Туборґ» у середині 2000-х рр.
На сьогодні споруда перебуває в незадовільному технічному і санітарному стані. Громадська організація «Парк Наталка» наполягає на фінансуванні робіт із дослідження й реставрації кесона та на наданні йому статусу пам'ятки науки і техніки.

## Доля проєкту після припинення робіт
З наближенням частин Вермахту до Києва у вересні 1941 будівельно-монтажні роботи було терміново згорнуто, прохідницькі щити та деяке інше обладнання поховано в підземних спорудах, решту механізмів залишено на поверхні.
У вересні 1941, під час оборонних боїв за Київ, об'єкти на Жуковому острові зайняли передові загони гітлерівців, використавши їх як свій опорний пункт. У відповідь радянське командування застосувало бронепотяг, який під'їхав з боку станції Жуляни недобудованою залізничною гілкою й знищив німецький опорний пункт гарматним вогнем прямою наводкою.
Після 1943 розглядалася можливість продовження будівництва підруслової залізниці в Києві, навіть було розпочато роботи на окремих дільницях (за свідченням І. Міщенка), однак за кілька років продовження будівництва визнали недоцільним, а Будівництво № 1 НКШС розформоване, а на його основі створено Управління будівництва метрополітену в Києві («Київметробуд»). Частину тюбінгів з «Будівництва № 1», за деякими неперевіреними відомостями, начебто було використано під час спорудження тунелів першої черги Київського метрополітену на перегоні «Вокзальна»  — «Університет». Також для потреб «Київметробуду» залучили значну кількість працівників, які до війни працювали на об'єктах підруслової залізниці, та придатну спеціальну техніку.
Наразі існують сучасні проєкти будівництва тунелю під Дніпром в районі Києва, замість альтернативних проєктів будівництва мостів.

## Екстремальний туризм

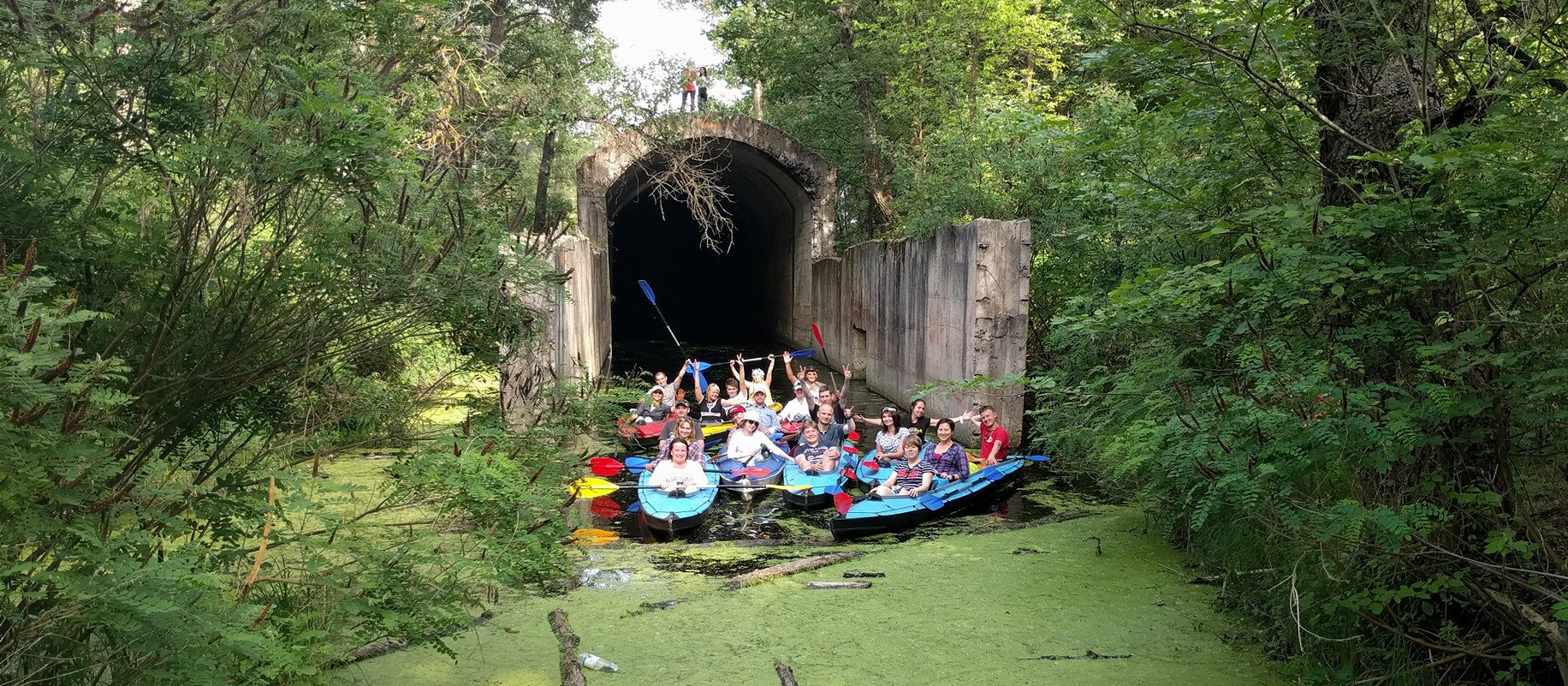
Заплив на байдарках в тунель на Жуківці

Залишки тунелів є об'єктами індустріального туризму екстремалів України та інших країн.
Неодноразово там влаштовували так званий "Industrial сплав по Дніпру" з відвідуванням тунелю.